# Simplified Arabic
Simplified Arabic (‘árabe simplificado’) o Yakout es una fuente tipográfica para la escritura árabe, siendo la primera en permitir la composición de texto en árabe utilizando una máquina de linotipia. Esta tipografía fue desarrollada por Kamel Mrowa y Nabih Jaroudi en conjunto con el personal de Linotype & Machinery Ltd., bajo la dirección de Walter Tracy, y se anunció por primera vez en 1959 como Mrowa-Linotype Simplified Arabic.
Simplified Arabic redujo la cantidad de caracteres necesarios para componer árabe, lo que le permitió caber en el cargador de 90 canales de la máquina Linotype. La fuente se convirtió en uno de los tipos de letra más utilizados para componer periódicos árabes.

## Historia
En 1954, Kamel Mrowa contactó con la empresa británica Linotype & Machinery Ltd. (L&M), formada por la fusión de Linotype Company Limited (registrada en 1889) y Machinery Trust Limited (registrada en 1893), con la idea de crear una tipografía árabe simplificada. Su idea se inspiró en las máquinas de escribir árabes que, al superponer las letras, condensaron las cuatro formas de cada letra árabe (aislada, inicial, media y final) en dos (aislada-final e inicial-media).
Kamel Mrowa, junto con el artista de letterings para el diario saudí Al-Hayat Nabih Jaroudi, y el personal de Linotype & Machinery Ltd. bajo el liderazgo y la guía de Walter Tracy colaboraron en el proyecto.
El tipo de letra árabe abreviado de Intertype, lanzado entre 1960 y 1961, fue adaptado de Simplified Arabic.
Hrant Gabeyah sugirió el nombre Yakout, en honor al calígrafo del siglo XIII Yaqut al-Musta'simi, y desde 1967 se denomina así oficialmente, aunque su nombre más común es Simplified Arabic. 
Fue una de las primeras fuentes árabes en convertirse al formato de archivo PostScript.
En las décadas de 1970 y 1980, Compugraphic plagió Simplified Arabic y otra tipografía, Traditional Arabic, desarrollada por Monotype; ambas fuentes se habían vuelto omnipresentes en el mundo árabe. Cuando la corporación belga Agfa-Gevaert llegó a controlar Compugraphics, otorgó a Microsoft la licencia de la fuente que plagió, para su uso en Microsoft Windows. Una ligera variación de Simplified Arabic se usó luego como complemento árabe para Times New Roman y Arial, que luego se incluyeron como fuentes TrueType para las fuentes principales de la World Wide Web.